# Бездедово (Московская область)
Бездедово — деревня в Богородском городском округе Московской области России, входит в состав сельского поселения Аксёно-Бутырское.

## Население
| 1852 | 1859 | 1926 | 2002 | 2006 | 2010 |
| ---- | ---- | ---- | ---- | ---- | ---- |
| 212  | ↘204 | ↗426 | ↘84  | ↘47  | ↘30  |

## География
Деревня Бездедово расположена на востоке Московской области, в западной части Ногинского района, примерно в 27 км к востоку от Московской кольцевой автодороги и 12 км к западу от центра города Ногинска, по левому берегу реки Клязьмы.
В 1 км к юго-западу от деревни проходит Монинское шоссе Р109, в 2 км к югу — Горьковское шоссе М7, в 10 км к северу — Щёлковское шоссе А103, в 10 км к востоку — Московское малое кольцо А107. Ближайшие населённые пункты — деревни Аборино, Стулово и посёлок городского типа Обухово.
В деревне семь улиц — Гражданская, Набережная, Озёрная, Садовая, Советская, Суворова и Центральная; приписано три садоводческих товарищества (СНТ).
Связана автобусным сообщением с городом Ногинском и посёлком городского типа Монино.

## История
В середине XIX века деревня относилась ко 2-му стану Богородского уезда Московской губернии и принадлежала действительному тайному советнику князю Василию Васильевичу Долгорукову. В деревне было 28 дворов, крестьян 102 души мужского пола и 110 душ женского.
В «Списке населённых мест» 1862 года — владельческая деревня 2-го стана Богородского уезда Московской губернии по левую сторону Владимирского шоссе (от Богородска), в 12 верстах от уездного города и 10 верстах от становой квартиры, при реке Клязьме, с 30 дворами и 204 жителями (96 мужчин, 108 женщин).
По данным на 1890 год — деревня Шаловской волости 2-го стана Богородского уезда, при деревне работало пять шёлково-ткацких фабрик.
В 1913 году — 64 двора.
По материалам Всесоюзной переписи населения 1926 года — центр Бездедовского сельсовета Пригородной волости Богородского уезда в 3,2 км от Глуховского шоссе и 11,7 км от станции Богородск Нижегородской железной дороги, проживало 426 жителей (205 мужчин, 221 женщина), насчитывалось 78 хозяйств, из которых 70 крестьянских.
С 1929 года — населённый пункт Московской области.
Административно-территориальная принадлежность
1929—1930 гг. — центр Бездедовского сельсовета Богородского района.
1930—1939 гг. — центр Бездедовского сельсовета Ногинского района.
1939—1963, 1965—1994 гг. — деревня Балобановского сельсовета Ногинского района.
1963—1965 гг. — деревня Балобановского сельсовета Орехово-Зуевского укрупнённого сельского района.
1994—2006 гг. — деревня Балобановского сельского округа Ногинского района.
С 2006 года — деревня сельского поселения Аксёно-Бутырское Ногинского муниципального района.
С 2018 года — село сельского поселения Аксёно-Бутырское Богородского городского округа.